# Campionat del món de ciclisme en pista de 1911
El Campionat Mundial de Ciclisme en Pista de 1911 es va celebrar a Roma (Itàlia). En total es va competir en 4 disciplines: 2 de professionals i 2 d'amateurs.

## Resultats

### Professional
| Prova                | Or                             | Argent                  | Bronze                     |
| Velocitat individual | Thorvald Ellegaard · Dinamarca | Léon Hourlier · França  | Julien Pouchois · França   |
| Darrere moto         | Georges Parent · França        | Louis Darragon · França | Jimmy Moran · Estats Units |

### Amateur
| Prova                | Or                          | Argent                            | Bronze                      |
| Velocitat individual | William Bailey · Regne Unit | Angelo Feroci · Itàlia            | Guido Gasparinetti · Itàlia |
| Darrere moto         | Leon Meredith · Regne Unit  | Bertus Mulckhijze · Països Baixos | Pietro Lori · Itàlia        |

## Medaller
| Pos. | País          | Or | Plata | Bronze | Total |
| 1    | Regne Unit    | 2  | 0     | 0      | 2     |
| 2    | França        | 1  | 2     | 1      | 4     |
| 3    | Dinamarca     | 1  | 0     | 0      | 1     |
| 4    | Itàlia        | 0  | 1     | 2      | 3     |
| 5    | Països Baixos | 0  | 1     | 0      | 1     |
| 6    | Estats Units  | 0  | 0     | 1      | 1     |